# Diphlebia lestoides
Diphlebia lestoides is een libellensoort uit de familie van de Philogangidae, onderorde juffers (Zygoptera).
De soort staat op de Rode Lijst van de IUCN als niet bedreigd, beoordelingsjaar 2007.
De wetenschappelijke naam van de soort is voor het eerst geldig gepubliceerd in 1853 door Selys.